# Užventis
Užventis ( escoltar (?·pàg.) (en samogitià: Ožvėntis) és una ciutat petita a Lituània situada en el districte municipal de Kelmė. Es troba a 25 km el nord-oest de Kelmė. El riu Venta flueix a través de la ciutat.
|  |  |